# Cicadas (Cisolok)
Cicadas is een bestuurslaag in het regentschap Sukabumi van de provincie West-Java, Indonesië. Cicadas telt 5135 inwoners (volkstelling 2010).